# 2014-es női kézilabda-Európa-bajnokság
A 2014-es női kézilabda-Európa-bajnokságot december 7. és 21. között közösen rendezte Magyarország és Horvátország. A címvédő a montenegrói válogatott volt. A torna győztese részvételi jogot szerzett a 2016-os nyári olimpiai játékokra és a 2015-ös női kézilabda-világbajnokságra.
Az Eb-t a norvég csapat nyerte, története során 6. alkalommal. A magyar válogatott a 6. helyen végzett.

## A rendező kiválasztása
Az EHF 2011. április 9-én döntött az Eb helyszínéről. A magyar-horvát közös pályázat nyert a török pályázattal szemben.

## Helyszínek
A torna mérkőzéseinek hat város ad otthont. A döntőt a Papp László Budapest Sportarénában rendezik.
| Ország       | Város    | Csarnok                         | Férőhely |
| ------------ | -------- | ------------------------------- | -------- |
| Magyarország | Budapest | Papp László Budapest Sportaréna | 12 500   |
| Magyarország | Debrecen | Debreceni Főnix Csarnok         | 8500     |
| Magyarország | Győr     | Audi Aréna                      | 5500     |
| Horvátország | Zágráb   | Arena Zagreb                    | 15 200   |
| Horvátország | Varasd   | Varasd Aréna                    | 5200     |
| Horvátország | Eszék    | Gradski vrt Hall                | 3538     |

## Selejtezők
A selejtezőben 26 csapat vett részt, ebből 14 jutott ki az Eb-re. A két rendező, Magyarország és Horvátország nem játszott selejtezőt. A csapatokat hét csoportba osztották. Öt csoportban négy, két csoportban három csapat szerepelt. A csapatok oda-visszavágós körmérkőzéseket játszottak egymással. Minden csoportból az első két helyezett jutott ki az Eb-re.
Részt vevő csapatok
| Nemzet        | Kvalifikáció módja       | Kvalifikáció időpontja | Előző szereplések |
| ------------- | ------------------------ | ---------------------- | ----------------- |
| Horvátország  | Rendező                  | 2011. április 9.       | 7                 |
| Magyarország  | Rendező                  | 2011. április 9.       | 10                |
| Norvégia      | 6. csoportból továbbjutó | 2014. március 26.      | 10                |
| Franciaország | 2. csoportból továbbjutó | 2014. március 29.      | 7                 |
| Oroszország   | 7. csoportból továbbjutó | 2014. március 29.      | 10                |
| Montenegró    | 3. csoportból továbbjutó | 2014. március 30.      | 2                 |
| Dánia         | 1. csoportból továbbjutó | 2014. június 4.        | 10                |
| Németország   | 7. csoportból továbbjutó | 2014. június 11.       | 10                |
| Szlovákia     | 2. csoportból továbbjutó | 2014. június 11.       | 1                 |
| Spanyolország | 4. csoportból továbbjutó | 2014. június 11.       | 7                 |
| Svédország    | 5. csoportból továbbjutó | 2014. június 11.       | 8                 |
| Hollandia     | 4. csoportból továbbjutó | 2014. június 12.       | 4                 |
| Lengyelország | 3. csoportból továbbjutó | 2014. június 14.       | 3                 |
| Románia       | 6. csoportból továbbjutó | 2014. június 15.       | 9                 |
| Szerbia       | 5. csoportból továbbjutó | 2014. június 15.       | 4                 |
| Ukrajna       | 1. csoportból továbbjutó | 2014. június 15.       | 10                |

## Sorsolás
A csoportok sorsolását 2014. június 19-én 13 órakor tartották Zágrábban.
| 1. kalap                                          | 2. kalap                                            | 3. kalap                                       | 4. kalap                                        |
| ------------------------------------------------- | --------------------------------------------------- | ---------------------------------------------- | ----------------------------------------------- |
| Montenegró · Norvégia · Magyarország · Svédország | Dánia · Németország · Franciaország · Spanyolország | Horvátország · Szerbia · Oroszország · Románia | Ukrajna · Lengyelország · Szlovákia · Hollandia |

## Játékvezetők
Az Eb-re az alábbi 12 játékvezető-párost jelölték ki:
| Játékvezetők  | Játékvezetők                            |
| ------------- | --------------------------------------- |
| Horvátország  | Dalibor Jurinović Marko Mrvica          |
| Csehország    | Jiří Opava Pavel Válek                  |
| Dánia         | Dennis Stenrand Anders Birch            |
| Franciaország | Charlotte Bonaventura Julie Bonaventura |
| Németország   | Robert Schulze Tobias Tönnies           |
| Magyarország  | Horváth Péter Márton Balázs             |

| Játékvezetők  | Játékvezetők                         |
| ------------- | ------------------------------------ |
| Norvégia      | Kjersti Arntsen Guro Røen            |
| Románia       | Diana-Carmen Florescu Anamaria Stoia |
| Oroszország   | Evgenij Zotin Nikolaj Volodkov       |
| Szlovákia     | Peter Brunovský Vladimír Čanda       |
| Spanyolország | Andreu Marín Ignacio García          |
| Törökország   | Kürşad Erdoğan İbrahim Özdeniz       |

## Lebonyolítás
A 16 csapatot négy darab, négycsapatos csoportba sorsolták. A csoportokban körmérkőzések döntötték el a csoportok végeredményét. A csoportokból az első három helyezett jutott tovább a középdöntőbe, a negyedik helyezettek kiestek.
A középdöntőben az A és B, valamint a C és D csoport továbbjutott csapatai újabb körmérkőzéseket játszottak, de csak azok a csapatok mérkőztek egymással, amelyek a csoportkörben nem találkoztak, azonban a csoportkörben lejátszott eredményeiket is figyelembe vették.
A két középdöntő csoportból az első két helyezett jutott az elődöntőbe. Az elődöntők győztesei játsszák a döntőt, a vesztesek a bronzéremért mérkőzhetnek. Az első hat helyért játszanak helyosztó mérkőzéseket.

## Csoportkör
A győzelemért 2, a döntetlenért 1 pont járt. A sorrend meghatározásakor a több szerzett pont rangsorolt először. Az EHF versenyszabályzata alapján, ha két vagy több csapat a csoportmérkőzések után azonos pontszámmal állt, akkor az alábbiak alapján kellett meghatározni a sorrendet:
1. az azonos pontszámmal álló csapatok mérkőzésein szerzett több pont
2. az azonos pontszámmal álló csapatok mérkőzésein elért jobb gólkülönbség
3. az azonos pontszámmal álló csapatok mérkőzésein szerzett több gól
4. az összes mérkőzésen elért jobb gólkülönbség
5. az összes mérkőzésen szerzett több gól
6. sorsolás

Az időpontok helyi idő szerint értendők.

### A csoport
| Hely. | Csapat           | M | Gy | D | V | G+ | G– | Gk  | P | Továbbjutás |
| ----- | ---------------- | - | -- | - | - | -- | -- | --- | - | ----------- |
| 1.    | Spanyolország    | 3 | 3  | 0 | 0 | 81 | 72 | +9  | 6 | Középdöntő  |
| 2.    | Magyarország (R) | 3 | 1  | 1 | 1 | 84 | 79 | +5  | 3 | Középdöntő  |
| 3.    | Lengyelország    | 3 | 1  | 0 | 2 | 74 | 84 | −10 | 2 | Középdöntő  |
| 4.    | Oroszország      | 3 | 0  | 1 | 2 | 79 | 83 | −4  | 1 |             |

| 2014. december 7. 18:00 | Spanyolország | 29–22       | Lengyelország | Audi Aréna Győr, Győr Nézőszám: 3500 Játékvezetők: Jurinović, Mrvica (CRO) |
| 2014. december 7. 18:00 | Martín 9      | (16–13)     | Kudłacz 6     | Audi Aréna Győr, Győr Nézőszám: 3500 Játékvezetők: Jurinović, Mrvica (CRO) |
| 2014. december 7. 18:00 | 4× 3×         | Jegyzőkönyv | 3× 3×         | Audi Aréna Győr, Győr Nézőszám: 3500 Játékvezetők: Jurinović, Mrvica (CRO) |

| 2014. december 7. 20:30 | Magyarország | 29–29       | Oroszország  | Audi Aréna Győr, Győr Nézőszám: 4800 Játékvezetők: Brunovský, Čanda (SVK) |
| 2014. december 7. 20:30 | Triscsuk 6   | (14–15)     | Dmitrijeva 7 | Audi Aréna Győr, Győr Nézőszám: 4800 Játékvezetők: Brunovský, Čanda (SVK) |
| 2014. december 7. 20:30 | 5× 2×        | Jegyzőkönyv | 3× 3×        | Audi Aréna Győr, Győr Nézőszám: 4800 Játékvezetők: Brunovský, Čanda (SVK) |

| 2014. december 9. 18:15 | Oroszország         | 24–25       | Spanyolország | Audi Aréna Győr, Győr Nézőszám: 2500 Játékvezetők: Erdoğan, Özdeniz (TUR) |
| 2014. december 9. 18:15 | Kuznyecova, Szeny 5 | (14–13)     | Martín 9      | Audi Aréna Győr, Győr Nézőszám: 2500 Játékvezetők: Erdoğan, Özdeniz (TUR) |
| 2014. december 9. 18:15 | 5× 3×               | Jegyzőkönyv | 7× 2× 1×      | Audi Aréna Győr, Győr Nézőszám: 2500 Játékvezetők: Erdoğan, Özdeniz (TUR) |

| 2014. december 9. 20:30 | Lengyelország | 23–29       | Magyarország    | Audi Aréna Győr, Győr Nézőszám: 3000 Játékvezetők: Opava, Válek (CZE) |
| 2014. december 9. 20:30 | Kudłacz 7     | (7–14)      | Mayer, Tomori 6 | Audi Aréna Győr, Győr Nézőszám: 3000 Játékvezetők: Opava, Válek (CZE) |
| 2014. december 9. 20:30 | 5× 4×         | Jegyzőkönyv | 4× 3×           | Audi Aréna Győr, Győr Nézőszám: 3000 Játékvezetők: Opava, Válek (CZE) |

| 2014. december 11. 18:15 | Oroszország       | 26–29       | Lengyelország | Audi Aréna Győr, Győr Nézőszám: 4100 Játékvezetők: Schulze, Tönnies (GER) |
| 2014. december 11. 18:15 | Bliznova, Punko 7 | (11–13)     | Kudłacz 9     | Audi Aréna Győr, Győr Nézőszám: 4100 Játékvezetők: Schulze, Tönnies (GER) |
| 2014. december 11. 18:15 | 5× 4×             | Jegyzőkönyv | 9× 3× 1×      | Audi Aréna Győr, Győr Nézőszám: 4100 Játékvezetők: Schulze, Tönnies (GER) |

| 2014. december 11. 20:30 | Magyarország       | 26–27       | Spanyolország | Audi Aréna Győr, Győr Nézőszám: 4800 Játékvezetők: Bonaventura, Bonaventura (FRA) |
| 2014. december 11. 20:30 | Tomori, Triscsuk 6 | (13–13)     | Martín 10     | Audi Aréna Győr, Győr Nézőszám: 4800 Játékvezetők: Bonaventura, Bonaventura (FRA) |
| 2014. december 11. 20:30 | 2× 3×              | Jegyzőkönyv | 5× 3×         | Audi Aréna Győr, Győr Nézőszám: 4800 Játékvezetők: Bonaventura, Bonaventura (FRA) |

### B csoport
| Hely. | Csapat   | M | Gy | D | V | G+ | G– | Gk  | P | Továbbjutás |
| ----- | -------- | - | -- | - | - | -- | -- | --- | - | ----------- |
| 1.    | Norvégia | 3 | 3  | 0 | 0 | 88 | 63 | +25 | 6 | Középdöntő  |
| 2.    | Dánia    | 3 | 1  | 1 | 1 | 82 | 79 | +3  | 3 | Középdöntő  |
| 3.    | Románia  | 3 | 1  | 1 | 1 | 71 | 78 | −7  | 3 | Középdöntő  |
| 4.    | Ukrajna  | 3 | 0  | 0 | 3 | 68 | 89 | −21 | 0 |             |

| 2014. december 7. 18:15 | Norvégia  | 27–19       | Románia | Főnix Csarnok, Debrecen Nézőszám: 2000 Játékvezetők: Bonaventura, Bonaventura (FRA) |
| 2014. december 7. 18:15 | Oftedal 5 | (16–7)      | Neagu 7 | Főnix Csarnok, Debrecen Nézőszám: 2000 Játékvezetők: Bonaventura, Bonaventura (FRA) |
| 2014. december 7. 18:15 | 1× 3×     | Jegyzőkönyv | 4× 4×   | Főnix Csarnok, Debrecen Nézőszám: 2000 Játékvezetők: Bonaventura, Bonaventura (FRA) |

| 2014. december 7. 20:30 | Dánia      | 32–23       | Ukrajna       | Főnix Csarnok, Debrecen Nézőszám: 1500 Játékvezetők: Erdoğan, Özdeniz (TUR) |
| 2014. december 7. 20:30 | Nørgaard 8 | (14–11)     | Borshchenko 7 | Főnix Csarnok, Debrecen Nézőszám: 1500 Játékvezetők: Erdoğan, Özdeniz (TUR) |
| 2014. december 7. 20:30 | 5× 3×      | Jegyzőkönyv | 6× 4×         | Főnix Csarnok, Debrecen Nézőszám: 1500 Játékvezetők: Erdoğan, Özdeniz (TUR) |

| 2014. december 9. 18:15 | Románia           | 29–29       | Dánia    | Főnix Csarnok, Debrecen Nézőszám: 1500 Játékvezetők: Brunovský, Čanda (SVK) |
| 2014. december 9. 18:15 | Neagu, Ţăcălie 10 | (16–12)     | Fisker 8 | Főnix Csarnok, Debrecen Nézőszám: 1500 Játékvezetők: Brunovský, Čanda (SVK) |
| 2014. december 9. 18:15 | 4× 3×             | Jegyzőkönyv | 6× 3×    | Főnix Csarnok, Debrecen Nézőszám: 1500 Játékvezetők: Brunovský, Čanda (SVK) |

| 2014. december 9. 20:30 | Ukrajna  | 23–34       | Norvégia        | Főnix Csarnok, Debrecen Nézőszám: 1500 Játékvezetők: Schulze, Tönnies (GER) |
| 2014. december 9. 20:30 | Glibko 7 | (13–17)     | Mørk, Solberg 6 | Főnix Csarnok, Debrecen Nézőszám: 1500 Játékvezetők: Schulze, Tönnies (GER) |
| 2014. december 9. 20:30 | 5× 2×    | Jegyzőkönyv | 3× 1×           | Főnix Csarnok, Debrecen Nézőszám: 1500 Játékvezetők: Schulze, Tönnies (GER) |

| 2014. december 11. 18:15 | Románia | 23–22       | Ukrajna        | Főnix Csarnok, Debrecen Nézőszám: 2200 Játékvezetők: Jurinović, Mrvica (CRO) |
| 2014. december 11. 18:15 | Neagu 8 | (12–9)      | Borshchenko 10 | Főnix Csarnok, Debrecen Nézőszám: 2200 Játékvezetők: Jurinović, Mrvica (CRO) |
| 2014. december 11. 18:15 | 5× 3×   | Jegyzőkönyv | 3× 3×          | Főnix Csarnok, Debrecen Nézőszám: 2200 Játékvezetők: Jurinović, Mrvica (CRO) |

| 2014. december 11. 20:30 | Norvégia | 27–21       | Dánia                | Főnix Csarnok, Debrecen Nézőszám: 2000 Játékvezetők: Opava, Válek (CZE) |
| 2014. december 11. 20:30 | Løke 7   | (12–13)     | Burgaard, Nørgaard 4 | Főnix Csarnok, Debrecen Nézőszám: 2000 Játékvezetők: Opava, Válek (CZE) |
| 2014. december 11. 20:30 | 3× 3×    | Jegyzőkönyv | 3× 3×                | Főnix Csarnok, Debrecen Nézőszám: 2000 Játékvezetők: Opava, Válek (CZE) |

### C csoport
| Hely. | Csapat           | M | Gy | D | V | G+ | G– | Gk | P | Továbbjutás |
| ----- | ---------------- | - | -- | - | - | -- | -- | -- | - | ----------- |
| 1.    | Svédország       | 3 | 2  | 1 | 0 | 99 | 90 | +9 | 5 | Középdöntő  |
| 2.    | Hollandia        | 3 | 1  | 1 | 1 | 86 | 87 | −1 | 3 | Középdöntő  |
| 3.    | Németország      | 3 | 1  | 0 | 2 | 84 | 92 | −8 | 2 | Középdöntő  |
| 4.    | Horvátország (R) | 3 | 1  | 0 | 2 | 83 | 83 | 0  | 2 |             |

| 2014. december 8. 18:00 | Németország             | 26–29       | Hollandia | Varasd Aréna, Varasd Nézőszám: 2000 Játékvezetők: Horváth, Márton (HUN) |
| 2014. december 8. 18:00 | Naidzinavicius, Huber 6 | (11–13)     | Polman 7  | Varasd Aréna, Varasd Nézőszám: 2000 Játékvezetők: Horváth, Márton (HUN) |
| 2014. december 8. 18:00 | 5× 2×                   | Jegyzőkönyv | 8× 2×     | Varasd Aréna, Varasd Nézőszám: 2000 Játékvezetők: Horváth, Márton (HUN) |

| 2014. december 8. 20:15 | Svédország | 30–28       | Horvátország     | Varasd Aréna, Varasd Nézőszám: 3400 Játékvezetők: Zotin, Volodkov (RUS) |
| 2014. december 8. 20:15 | Gulldén 7  | (17–17)     | Penezić, Zebić 6 | Varasd Aréna, Varasd Nézőszám: 3400 Játékvezetők: Zotin, Volodkov (RUS) |
| 2014. december 8. 20:15 | 4× 3×      | Jegyzőkönyv | 3× 3×            | Varasd Aréna, Varasd Nézőszám: 3400 Játékvezetők: Zotin, Volodkov (RUS) |

| 2014. december 10. 18:00 | Hollandia | 30–30       | Svédország | Varasd Aréna, Varasd Nézőszám: 1500 Játékvezetők: Marín, García (ESP) |
| 2014. december 10. 18:00 | Polman 10 | (14–14)     | Odén 7     | Varasd Aréna, Varasd Nézőszám: 1500 Játékvezetők: Marín, García (ESP) |
| 2014. december 10. 18:00 | 3× 3×     | Jegyzőkönyv | 4× 3×      | Varasd Aréna, Varasd Nézőszám: 1500 Játékvezetők: Marín, García (ESP) |

| 2014. december 10. 20:15 | Horvátország | 24–26       | Németország             | Varasd Aréna, Varasd Nézőszám: 3000 Játékvezetők: Florescu, Stoia (ROU) |
| 2014. december 10. 20:15 | Penezić 13   | (14–13)     | Minevskaja, S. Müller 5 | Varasd Aréna, Varasd Nézőszám: 3000 Játékvezetők: Florescu, Stoia (ROU) |
| 2014. december 10. 20:15 | 3×           | Jegyzőkönyv | 5× 3×                   | Varasd Aréna, Varasd Nézőszám: 3000 Játékvezetők: Florescu, Stoia (ROU) |

| 2014. december 12. 18:00 | Svédország | 39–32       | Németország  | Varasd Aréna, Varasd Nézőszám: 1300 Játékvezetők: Stenrand, Birch (DEN) |
| 2014. december 12. 18:00 | Gulldén 10 | (23–17)     | Nadgornaja 9 | Varasd Aréna, Varasd Nézőszám: 1300 Játékvezetők: Stenrand, Birch (DEN) |
| 2014. december 12. 18:00 | 4× 3×      | Jegyzőkönyv | 1× 3×        | Varasd Aréna, Varasd Nézőszám: 1300 Játékvezetők: Stenrand, Birch (DEN) |

| 2014. december 12. 20:15 | Horvátország | 31–27       | Hollandia         | Varasd Aréna, Varasd Nézőszám: 3000 Játékvezetők: Arntsen, Røen (NOR) |
| 2014. december 12. 20:15 | Penezić 11   | (17–15)     | Van der Heijden 5 | Varasd Aréna, Varasd Nézőszám: 3000 Játékvezetők: Arntsen, Røen (NOR) |
| 2014. december 12. 20:15 | 5× 3×        | Jegyzőkönyv | 3× 2×             | Varasd Aréna, Varasd Nézőszám: 3000 Játékvezetők: Arntsen, Røen (NOR) |

### D csoport
| Hely. | Csapat        | M | Gy | D | V | G+ | G– | Gk  | P | Továbbjutás |
| ----- | ------------- | - | -- | - | - | -- | -- | --- | - | ----------- |
| 1.    | Franciaország | 3 | 3  | 0 | 0 | 72 | 54 | +18 | 6 | Középdöntő  |
| 2.    | Montenegró    | 3 | 2  | 0 | 1 | 70 | 67 | +3  | 4 | Középdöntő  |
| 3.    | Szlovákia     | 3 | 1  | 0 | 2 | 65 | 70 | −5  | 2 | Középdöntő  |
| 4.    | Szerbia       | 3 | 0  | 0 | 3 | 56 | 72 | −16 | 0 |             |

| 2014. december 8. 18:00 | Franciaország | 21–18       | Szlovákia             | Gradski vrt Hall, Eszék Nézőszám: 1300 Játékvezetők: Stenrand, Birch (DEN) |
| 2014. december 8. 18:00 | Dembélé 6     | (7–9)       | Školková, Trehubová 4 | Gradski vrt Hall, Eszék Nézőszám: 1300 Játékvezetők: Stenrand, Birch (DEN) |
| 2014. december 8. 18:00 | 4× 4×         | Jegyzőkönyv | 3× 4×                 | Gradski vrt Hall, Eszék Nézőszám: 1300 Játékvezetők: Stenrand, Birch (DEN) |

| 2014. december 8. 20:15 | Montenegró           | 22–19       | Szerbia | Gradski vrt Hall, Eszék Nézőszám: 2200 Játékvezetők: Florescu, Stoia (ROU) |
| 2014. december 8. 20:15 | Lazović, Bulatović 5 | (10–8)      | Lekić 6 | Gradski vrt Hall, Eszék Nézőszám: 2200 Játékvezetők: Florescu, Stoia (ROU) |
| 2014. december 8. 20:15 | 3× 4×                | Jegyzőkönyv | 1× 4×   | Gradski vrt Hall, Eszék Nézőszám: 2200 Játékvezetők: Florescu, Stoia (ROU) |

| 2014. december 10. 18:00 | Szerbia                | 16–27       | Franciaország | Gradski vrt Hall, Eszék Nézőszám: 1400 Játékvezetők: Horváth, Márton (HUN) |
| 2014. december 10. 18:00 | Rajović, Stoiljković 4 | (3–11)      | Lacrabère 6   | Gradski vrt Hall, Eszék Nézőszám: 1400 Játékvezetők: Horváth, Márton (HUN) |
| 2014. december 10. 18:00 | 2× 2×                  | Jegyzőkönyv | 7× 3× 1×      | Gradski vrt Hall, Eszék Nézőszám: 1400 Játékvezetők: Horváth, Márton (HUN) |

| 2014. december 10. 20:15 | Szlovákia  | 24–28       | Montenegró  | Gradski vrt Hall, Eszék Nézőszám: 1900 Játékvezetők: Arntsen, Røen (NOR) |
| 2014. december 10. 20:15 | Dubajová 5 | (10–20)     | Radičević 6 | Gradski vrt Hall, Eszék Nézőszám: 1900 Játékvezetők: Arntsen, Røen (NOR) |
| 2014. december 10. 20:15 | 2× 3×      | Jegyzőkönyv | 5× 3×       | Gradski vrt Hall, Eszék Nézőszám: 1900 Játékvezetők: Arntsen, Røen (NOR) |

| 2014. december 12. 18:00 | Montenegró | 20–24       | Franciaország | Gradski vrt Hall, Eszék Nézőszám: 2000 Játékvezetők: Zotin, Volodkov (RUS) |
| 2014. december 12. 18:00 | Knežević 6 | (12–12)     | Pineau 8      | Gradski vrt Hall, Eszék Nézőszám: 2000 Játékvezetők: Zotin, Volodkov (RUS) |
| 2014. december 12. 18:00 | 2× 3×      | Jegyzőkönyv | 5× 4×         | Gradski vrt Hall, Eszék Nézőszám: 2000 Játékvezetők: Zotin, Volodkov (RUS) |

| 2014. december 12. 20:15 | Szerbia  | 21–23       | Szlovákia    | Gradski vrt Hall, Eszék Nézőszám: 2600 Játékvezetők: Marín, García (ESP) |
| 2014. december 12. 20:15 | Cvijić 6 | (11–6)      | Jakubisová 8 | Gradski vrt Hall, Eszék Nézőszám: 2600 Játékvezetők: Marín, García (ESP) |
| 2014. december 12. 20:15 | 4× 3×    | Jegyzőkönyv | 4× 3× 1×     | Gradski vrt Hall, Eszék Nézőszám: 2600 Játékvezetők: Marín, García (ESP) |

## Középdöntő
A középdöntőben az A és B, valamint a C és D csoport továbbjutott csapatai újabb körmérkőzéseket játszottak, de csak azok a csapatok mérkőztek egymással, amelyek a csoportkörben nem találkoztak, azonban a csoportkörben lejátszott eredményeiket is figyelembe vették.
A középdöntőben a sorrendet a csoportkörben is alkalmazott módszer szerint állapították meg.

### 1. csoport
| Hely. | Csapat           | M | Gy | D | V | G+  | G–  | Gk  | P | Továbbjutás |
| ----- | ---------------- | - | -- | - | - | --- | --- | --- | - | ----------- |
| 1.    | Norvégia         | 5 | 4  | 0 | 1 | 134 | 119 | +15 | 8 | Elődöntők   |
| 2.    | Spanyolország    | 5 | 3  | 0 | 2 | 131 | 121 | +10 | 6 | Elődöntők   |
| 3.    | Magyarország (R) | 5 | 3  | 0 | 2 | 124 | 117 | +7  | 6 | 5. helyért  |
| 4.    | Dánia            | 5 | 2  | 1 | 2 | 123 | 124 | −1  | 5 |             |
| 5.    | Románia          | 5 | 2  | 1 | 2 | 113 | 115 | −2  | 5 |             |
| 6.    | Lengyelország    | 5 | 0  | 0 | 5 | 107 | 136 | −29 | 0 |             |

| 2014. december 13. 16:00 | Lengyelország | 19–28       | Dánia    | Főnix Csarnok, Debrecen Nézőszám: 2500 Játékvezetők: Erdoğan, Özdeniz (TUR) |
| 2014. december 13. 16:00 | Siódmiak 5    | (9–9)       | Fisker 6 | Főnix Csarnok, Debrecen Nézőszám: 2500 Játékvezetők: Erdoğan, Özdeniz (TUR) |
| 2014. december 13. 16:00 | 1× 3×         | Jegyzőkönyv | 2× 3×    | Főnix Csarnok, Debrecen Nézőszám: 2500 Játékvezetők: Erdoğan, Özdeniz (TUR) |

| 2014. december 13. 18:15 | Spanyolország | 26–29       | Norvégia     | Főnix Csarnok, Debrecen Nézőszám: 4000 Játékvezetők: Jurinović, Mrvica (CRO) |
| 2014. december 13. 18:15 | Pena 7        | (16–16)     | Riegelhuth 7 | Főnix Csarnok, Debrecen Nézőszám: 4000 Játékvezetők: Jurinović, Mrvica (CRO) |
| 2014. december 13. 18:15 | 2× 2×         | Jegyzőkönyv | 2× 3×        | Főnix Csarnok, Debrecen Nézőszám: 4000 Játékvezetők: Jurinović, Mrvica (CRO) |

| 2014. december 13. 20:30 | Magyarország            | 20–19       | Románia | Főnix Csarnok, Debrecen Nézőszám: 5370 Játékvezetők: Zotin, Volodkov (RUS) |
| 2014. december 13. 20:30 | Triscsuk, Szucsánszki 4 | (10–8)      | Neagu 8 | Főnix Csarnok, Debrecen Nézőszám: 5370 Játékvezetők: Zotin, Volodkov (RUS) |
| 2014. december 13. 20:30 | 3× 3×                   | Jegyzőkönyv | 6× 4×   | Főnix Csarnok, Debrecen Nézőszám: 5370 Játékvezetők: Zotin, Volodkov (RUS) |

| 2014. december 15. 16:00 | Spanyolország | 20–22       | Románia | Főnix Csarnok, Debrecen Nézőszám: 1500 Játékvezetők: Brunovský, Čanda (SVK) |
| 2014. december 15. 16:00 | Pinedo 5      | (14–9)      | Neagu 7 | Főnix Csarnok, Debrecen Nézőszám: 1500 Játékvezetők: Brunovský, Čanda (SVK) |
| 2014. december 15. 16:00 | 4× 1×         | Jegyzőkönyv | 4× 3×   | Főnix Csarnok, Debrecen Nézőszám: 1500 Játékvezetők: Brunovský, Čanda (SVK) |

| 2014. december 15. 18:15 | Lengyelország | 24–26       | Norvégia | Főnix Csarnok, Debrecen Nézőszám: 2500 Játékvezetők: Schulze, Tönnies (GER) |
| 2014. december 15. 18:15 | Drabik 5      | (15–11)     | Mørk 11  | Főnix Csarnok, Debrecen Nézőszám: 2500 Játékvezetők: Schulze, Tönnies (GER) |
| 2014. december 15. 18:15 | 4× 3×         | Jegyzőkönyv | 4× 2×    | Főnix Csarnok, Debrecen Nézőszám: 2500 Játékvezetők: Schulze, Tönnies (GER) |

| 2014. december 15. 20:30 | Magyarország   | 20–23       | Dánia       | Főnix Csarnok, Debrecen Nézőszám: 5000 Játékvezetők: Bonaventura, Bonaventura (FRA) |
| 2014. december 15. 20:30 | Tomori, Tóth 5 | (9–11)      | Jørgensen 6 | Főnix Csarnok, Debrecen Nézőszám: 5000 Játékvezetők: Bonaventura, Bonaventura (FRA) |
| 2014. december 15. 20:30 | 1× 3×          | Jegyzőkönyv | 2× 2×       | Főnix Csarnok, Debrecen Nézőszám: 5000 Játékvezetők: Bonaventura, Bonaventura (FRA) |

| 2014. december 17. 16:00 | Lengyelország | 19–24       | Románia | Főnix Csarnok, Debrecen Nézőszám: 1200 Játékvezetők: Erdoğan, Özdeniz (TUR) |
| 2014. december 17. 16:00 | öt játékos 3  | (9–11)      | Neagu 9 | Főnix Csarnok, Debrecen Nézőszám: 1200 Játékvezetők: Erdoğan, Özdeniz (TUR) |
| 2014. december 17. 16:00 | 2× 4×         | Jegyzőkönyv | 3× 3×   | Főnix Csarnok, Debrecen Nézőszám: 1200 Játékvezetők: Erdoğan, Özdeniz (TUR) |

| 2014. december 17. 18:15 | Spanyolország | 29–22       | Dánia          | Főnix Csarnok, Debrecen Nézőszám: 3000 Játékvezetők: Zotin, Volodkov (RUS) |
| 2014. december 17. 18:15 | Barbosa 6     | (15–12)     | L. Jørgensen 7 | Főnix Csarnok, Debrecen Nézőszám: 3000 Játékvezetők: Zotin, Volodkov (RUS) |
| 2014. december 17. 18:15 | 1× 3×         | Jegyzőkönyv | 4× 3×          | Főnix Csarnok, Debrecen Nézőszám: 3000 Játékvezetők: Zotin, Volodkov (RUS) |

| 2014. december 17. 20:30 | Magyarország | 29–25       | Norvégia | Főnix Csarnok, Debrecen Nézőszám: 4800 Játékvezetők: Jurinović, Mrvica (CRO) |
| 2014. december 17. 20:30 | Bulath 6     | (15–11)     | Løke 6   | Főnix Csarnok, Debrecen Nézőszám: 4800 Játékvezetők: Jurinović, Mrvica (CRO) |
| 2014. december 17. 20:30 | 5× 3×        | Jegyzőkönyv | 2× 2×    | Főnix Csarnok, Debrecen Nézőszám: 4800 Játékvezetők: Jurinović, Mrvica (CRO) |

### 2. csoport
| Hely. | Csapat        | M | Gy | D | V | G+  | G–  | Gk  | P | Továbbjutás |
| ----- | ------------- | - | -- | - | - | --- | --- | --- | - | ----------- |
| 1.    | Montenegró    | 5 | 4  | 0 | 1 | 136 | 124 | +12 | 8 | Elődöntők   |
| 2.    | Svédország    | 5 | 3  | 1 | 1 | 158 | 140 | +18 | 7 | Elődöntők   |
| 3.    | Franciaország | 5 | 3  | 1 | 1 | 115 | 109 | +6  | 7 | 5. helyért  |
| 4.    | Hollandia     | 5 | 2  | 1 | 2 | 134 | 127 | +7  | 5 |             |
| 5.    | Németország   | 5 | 1  | 1 | 3 | 138 | 141 | −3  | 3 |             |
| 6.    | Szlovákia     | 5 | 0  | 0 | 5 | 106 | 146 | −40 | 0 |             |

| 2014. december 14. 15:45 | Németország | 20–27       | Montenegró | Arena Zagreb, Zágráb Nézőszám: 1200 Játékvezetők: Opava, Válek (CZE) |
| 2014. december 14. 15:45 | Zapf 6      | (10–12)     | Knežević 8 | Arena Zagreb, Zágráb Nézőszám: 1200 Játékvezetők: Opava, Válek (CZE) |
| 2014. december 14. 15:45 | 5× 2×       | Jegyzőkönyv | 4× 3×      | Arena Zagreb, Zágráb Nézőszám: 1200 Játékvezetők: Opava, Válek (CZE) |

| 2014. december 14. 18:00 | Svédország | 29–26       | Franciaország | Arena Zagreb, Zágráb Nézőszám: 1500 Játékvezetők: Marín, García (ESP) |
| 2014. december 14. 18:00 | Hagman 7   | (12–14)     | Lacrabère 10  | Arena Zagreb, Zágráb Nézőszám: 1500 Játékvezetők: Marín, García (ESP) |
| 2014. december 14. 18:00 | 4× 3×      | Jegyzőkönyv | 4× 2×         | Arena Zagreb, Zágráb Nézőszám: 1500 Játékvezetők: Marín, García (ESP) |

| 2014. december 14. 20:15 | Hollandia | 30–20       | Szlovákia  | Arena Zagreb, Zágráb Nézőszám: 1200 Játékvezetők: Arntsen, Røen (NOR) |
| 2014. december 14. 20:15 | Polman 7  | (17–10)     | Školková 6 | Arena Zagreb, Zágráb Nézőszám: 1200 Játékvezetők: Arntsen, Røen (NOR) |
| 2014. december 14. 20:15 | 3× 2×     | Jegyzőkönyv | 1× 3×      | Arena Zagreb, Zágráb Nézőszám: 1200 Játékvezetők: Arntsen, Røen (NOR) |

| 2014. december 16. 15:45 | Hollandia | 27–31       | Montenegró      | Arena Zagreb, Zágráb Nézőszám: 1500 Játékvezetők: Florescu, Stoia (ROU) |
| 2014. december 16. 15:45 | Polman 8  | (13–15)     | K. Bulatović 10 | Arena Zagreb, Zágráb Nézőszám: 1500 Játékvezetők: Florescu, Stoia (ROU) |
| 2014. december 16. 15:45 | 2× 3×     | Jegyzőkönyv | 5× 3×           | Arena Zagreb, Zágráb Nézőszám: 1500 Játékvezetők: Florescu, Stoia (ROU) |

| 2014. december 16. 18:00 | Svédország | 31–22       | Szlovákia  | Arena Zagreb, Zágráb Nézőszám: 1300 Játékvezetők: Horváth, Márton (HUN) |
| 2014. december 16. 18:00 | Gulldén 9  | (17–11)     | Szarková 7 | Arena Zagreb, Zágráb Nézőszám: 1300 Játékvezetők: Horváth, Márton (HUN) |
| 2014. december 16. 18:00 | 5× 3×      | Jegyzőkönyv | 4× 2×      | Arena Zagreb, Zágráb Nézőszám: 1300 Játékvezetők: Horváth, Márton (HUN) |

| 2014. december 16. 20:15 | Németország | 24–24       | Franciaország       | Arena Zagreb, Zágráb Nézőszám: 800 Játékvezetők: Stenrand, Birch (DEN) |
| 2014. december 16. 20:15 | Geschke 9   | (13–10)     | Baudouin, Dembélé 5 | Arena Zagreb, Zágráb Nézőszám: 800 Játékvezetők: Stenrand, Birch (DEN) |
| 2014. december 16. 20:15 | 2× 2×       | Jegyzőkönyv | 2× 4×               | Arena Zagreb, Zágráb Nézőszám: 800 Játékvezetők: Stenrand, Birch (DEN) |

| 2014. december 17. 15:45 | Svédország | 29–30       | Montenegró  | Arena Zagreb, Zágráb Nézőszám: 1000 Játékvezetők: Horváth, Márton (HUN) |
| 2014. december 17. 15:45 | Gulldén 9  | (18–13)     | Radičević 9 | Arena Zagreb, Zágráb Nézőszám: 1000 Játékvezetők: Horváth, Márton (HUN) |
| 2014. december 17. 15:45 | 4× 3×      | Jegyzőkönyv | 4× 3× 1×    | Arena Zagreb, Zágráb Nézőszám: 1000 Játékvezetők: Horváth, Márton (HUN) |

| 2014. december 17. 18:00 | Németország   | 36–22       | Szlovákia  | Arena Zagreb, Zágráb Nézőszám: 600 Játékvezetők: Arntsen, Røen (NOR) |
| 2014. december 17. 18:00 | Huber, Lang 6 | (17–10)     | Dubajová 5 | Arena Zagreb, Zágráb Nézőszám: 600 Játékvezetők: Arntsen, Røen (NOR) |
| 2014. december 17. 18:00 | 2× 2×         | Jegyzőkönyv | 3× 2×      | Arena Zagreb, Zágráb Nézőszám: 600 Játékvezetők: Arntsen, Røen (NOR) |

| 2014. december 17. 20:15 | Hollandia | 18–20       | Franciaország   | Arena Zagreb, Zágráb Nézőszám: 600 Játékvezetők: Opava, Válek (CZE) |
| 2014. december 17. 20:15 | Groot 10  | (9–7)       | három játékos 4 | Arena Zagreb, Zágráb Nézőszám: 600 Játékvezetők: Opava, Válek (CZE) |
| 2014. december 17. 20:15 | 5× 3×     | Jegyzőkönyv | 6× 4×           | Arena Zagreb, Zágráb Nézőszám: 600 Játékvezetők: Opava, Válek (CZE) |

## Helyosztók
A helyosztókon döntetlen esetén 2x5 perces hosszabbítás következik. Ha a hosszabbítás után is döntetlen az állás, akkor újabb 2x5 perc hosszabbítás következik. Ha ezt követően is döntetlen az állás, akkor hétméteresek döntenek.
|  |                         |               |               |                         |    |          |          |       |
|  | Elődöntők               | Elődöntők     | Elődöntők     |                         |    | Döntő    | Döntő    | Döntő |
|  | Elődöntők               | Elődöntők     | Elődöntők     |                         |    | Döntő    | Döntő    | Döntő |
|  | december 19. – Budapest |               |               |                         |    |          |          |       |
|  |                         |               |               |                         |    |          |          |       |
|  | 1/1                     | Norvégia      | 29            |                         |    |          |          |       |
|  | 1/1                     | Norvégia      | 29            | december 21. – Budapest |    |          |          |       |
|  | 2/2                     | Svédország    | 25            |                         |    |          |          |       |
|  | 2/2                     | Svédország    | 25            |                         |    | Norvégia | Norvégia | 28    |
|  | december 19. – Budapest |               |               |                         |    | Norvégia | Norvégia | 28    |
|  |                         |               | Spanyolország | Spanyolország           | 25 |          |          |       |
|  | 1/2                     | Spanyolország | Spanyolország | Spanyolország           | 25 | 19       |          |       |
|  | 1/2                     | Spanyolország |               |                         |    |          |          |       |
|  | 2/1                     | Montenegró    | 18            |                         |    |          |          |       |
|  | 2/1                     | Montenegró    | 18            | Bronzmérkőzés           |    |          |          |       |
|  |                         |               |               |                         |    |          |          |       |
|  | december 21. – Budapest |               |               |                         |    |          |          |       |
|  |                         |               |               |                         |    |          |          |       |
|  | Svédország              | Svédország    | 25            |                         |    |          |          |       |
|  | Svédország              | Svédország    | 25            |                         |    |          |          |       |
|  | Montenegró              | Montenegró    | 23            |                         |    |          |          |       |
|  | Montenegró              | Montenegró    | 23            |                         |    |          |          |       |

### Elődöntők
| 2014. december 19. 18:00 | Montenegró  | 18–19       | Spanyolország | Papp László Budapest Sportaréna, Budapest Nézőszám: 3500 Játékvezetők: Brunovský, Čanda (SVK) |
| 2014. december 19. 18:00 | Radičević 6 | (8–13)      | Pinedo 5      | Papp László Budapest Sportaréna, Budapest Nézőszám: 3500 Játékvezetők: Brunovský, Čanda (SVK) |
| 2014. december 19. 18:00 | 1× 3×       | Jegyzőkönyv | 2× 1×         | Papp László Budapest Sportaréna, Budapest Nézőszám: 3500 Játékvezetők: Brunovský, Čanda (SVK) |

| 2014. december 19. 20:30 | Norvégia | 29–25       | Svédország | Papp László Budapest Sportaréna, Budapest Nézőszám: 3500 Játékvezetők: Jurinović, Mrvica (CRO) |
| 2014. december 19. 20:30 | Løke 6   | (13–11)     | Gulldén 9  | Papp László Budapest Sportaréna, Budapest Nézőszám: 3500 Játékvezetők: Jurinović, Mrvica (CRO) |
| 2014. december 19. 20:30 | 1× 2×    | Jegyzőkönyv | 1× 3×      | Papp László Budapest Sportaréna, Budapest Nézőszám: 3500 Játékvezetők: Jurinović, Mrvica (CRO) |

### Az 5. helyért
| 2014. december 19. 15:30 | Magyarország | 25–26       | Franciaország | Papp László Budapest Sportaréna, Budapest Nézőszám: 3500 Játékvezetők: Opava, Válek (CZE) |
| 2014. december 19. 15:30 | Triscsuk 10  | (13–16)     | Nze Minko 7   | Papp László Budapest Sportaréna, Budapest Nézőszám: 3500 Játékvezetők: Opava, Válek (CZE) |
| 2014. december 19. 15:30 | 5× 3×        | Jegyzőkönyv | 3× 4×         | Papp László Budapest Sportaréna, Budapest Nézőszám: 3500 Játékvezetők: Opava, Válek (CZE) |

### Bronzmérkőzés
| 2014. december 21. 15:30 | Svédország | 25–23       | Montenegró     | Papp László Budapest Sportaréna, Budapest Nézőszám: 5500 Játékvezetők: Arntsen, Røen (NOR) |
| 2014. december 21. 15:30 | Gulldén 7  | (11–12)     | K. Bulatović 8 | Papp László Budapest Sportaréna, Budapest Nézőszám: 5500 Játékvezetők: Arntsen, Røen (NOR) |
| 2014. december 21. 15:30 | 1× 2× 1×   | Jegyzőkönyv | 5× 3×          | Papp László Budapest Sportaréna, Budapest Nézőszám: 5500 Játékvezetők: Arntsen, Røen (NOR) |

### Döntő
| 2014. december 21. 18:00 | Norvégia            | 28–25       | Spanyolország | Papp László Budapest Sportaréna, Budapest Nézőszám: 7500 Játékvezetők: Bonaventura, Bonaventura (FRA) |
| 2014. december 21. 18:00 | Riegelhuth Koren 10 | (10–12)     | Pena 10       | Papp László Budapest Sportaréna, Budapest Nézőszám: 7500 Játékvezetők: Bonaventura, Bonaventura (FRA) |
| 2014. december 21. 18:00 | 4× 3×               | Jegyzőkönyv | 5× 4×         | Papp László Budapest Sportaréna, Budapest Nézőszám: 7500 Játékvezetők: Bonaventura, Bonaventura (FRA) |

| A 2014-es női kézilabda-Európa-bajnokság győztese |
| ------------------------------------------------- |
| · Norvégia · 6. cím                               |

## Díjak
A torna legértékesebb játékosának a svéd Isabelle Gulldént választották, a legjobb védekező játékos a szintén svéd Sabina Jacobsen lett.
All-star csapat
| Poszt      | Név                  | Nemzet        |
| ---------- | -------------------- | ------------- |
| Kapus      | Silje Solberg        | Norvégia      |
| Balszélső  | Maria Fisker         | Dánia         |
| Balátlövő  | Cristina Neagu       | Románia       |
| Irányító   | Kristina Kristiansen | Dánia         |
| Beálló     | Heidi Løke           | Norvégia      |
| Jobbátlövő | Nora Mørk            | Norvégia      |
| Jobbszélső | Carmen Martín        | Spanyolország |

## Statisztikák

### Gólszerzők
| Helyezés | Név                 | Csapat        | Gól | Lövés | %   |
| -------- | ------------------- | ------------- | --- | ----- | --- |
| 1.       | Isabelle Gulldén    | Svédország    | 58  | 89    | 65% |
| 2.       | Cristina Neagu      | Románia       | 49  | 97    | 51% |
| 3.       | Carmen Martín       | Spanyolország | 46  | 65    | 71% |
| 4.       | Katarina Bulatović  | Montenegró    | 44  | 86    | 51% |
| 5.       | Nora Mørk           | Norvégia      | 41  | 69    | 59% |
| 6.       | Triscsuk Krisztina  | Magyarország  | 39  | 53    | 74% |
| 7.       | Nerea Pena          | Spanyolország | 38  | 61    | 62% |
| 8.       | Alexandra Lacrabère | Franciaország | 37  | 73    | 51% |
| 9.       | Heidi Løke          | Norvégia      | 37  | 51    | 73% |
| 10.      | Ida Odén            | Svédország    | 36  | 58    | 62% |

Forrás: SportResult.com Archiválva 2015. január 22-i dátummal a Wayback Machine-ben

### Kapusok
| Helyezés | Név                 | Csapat        | %   | Védés | Lövés |
| -------- | ------------------- | ------------- | --- | ----- | ----- |
| 1.       | Silje Solberg       | Norvégia      | 41% | 94    | 227   |
| 2.       | Paula Ungureanu     | Románia       | 40% | 80    | 198   |
| 3.       | Katja Schülke       | Németország   | 39% | 56    | 142   |
| 4.       | Kiss Éva            | Magyarország  | 38% | 72    | 188   |
| 4.       | Sandra Toft         | Dánia         | 38% | 62    | 163   |
| 6.       | Amandine Leynaud    | Franciaország | 36% | 56    | 157   |
| 6.       | Silvia Navarro      | Spanyolország | 36% | 89    | 247   |
| 8.       | Marina Vukčević     | Montenegró    | 34% | 21    | 62    |
| 8.       | Marta Žderić        | Horvátország  | 34% | 27    | 80    |
| 10.      | Sonja Barjaktarović | Montenegró    | 33% | 71    | 217   |

Forrás: SportResult.com Archiválva 2016. március 3-i dátummal a Wayback Machine-ben

## Végeredmény
Az Európa-bajnokságon csak az első hat helyért játszottak helyosztó mérkőzéseket. A további sorrend meghatározása a következők szerint történt:
1. jobb csoportbeli helyezés a középdöntőben, illetve a csoportkörben
2. több szerzett pont
3. jobb gólkülönbség az összes mérkőzésen
4. több szerzett gól az összes mérkőzésen

Norvégia részvételi jogot szerzett a 2016-os nyári olimpiai játékokra. Norvégia később megnyerte a 2015-ös világbajnokságot amely szintén részvételi jogot jelentett az olimpiára, így az Eb-győztesnek járó olimpiai kvótát Spanyolország kapta meg. Svédország, Franciaország és Montenegró olimpiai selejtezőtornán vehetett részt.
| Hely. | Csapat           | M | Gy | D | V | G+  | G–  | Gk  | P  |
| ----- | ---------------- | - | -- | - | - | --- | --- | --- | -- |
|       | Norvégia         | 8 | 7  | 0 | 1 | 225 | 192 | +33 | 14 |
|       | Spanyolország    | 8 | 5  | 0 | 3 | 200 | 191 | +9  | 10 |
|       | Svédország       | 8 | 5  | 1 | 2 | 238 | 220 | +18 | 11 |
| 4.    | Montenegró       | 8 | 5  | 0 | 3 | 199 | 187 | +12 | 10 |
|       |                  |   |    |   |   |     |     |     |    |
| 5.    | Franciaország    | 7 | 5  | 1 | 1 | 168 | 150 | +18 | 11 |
| 6.    | Magyarország (R) | 7 | 3  | 1 | 3 | 178 | 172 | +6  | 7  |
|       |                  |   |    |   |   |     |     |     |    |
| 7.    | Hollandia        | 6 | 2  | 1 | 3 | 161 | 158 | +3  | 5  |
| 8.    | Dánia            | 6 | 3  | 1 | 2 | 155 | 147 | +8  | 7  |
| 9.    | Románia          | 6 | 3  | 1 | 2 | 136 | 137 | −1  | 7  |
| 10.   | Németország      | 6 | 2  | 1 | 3 | 164 | 165 | −1  | 5  |
| 11.   | Lengyelország    | 6 | 1  | 0 | 5 | 136 | 162 | −26 | 2  |
| 12.   | Szlovákia        | 6 | 1  | 0 | 5 | 129 | 167 | −38 | 2  |
|       |                  |   |    |   |   |     |     |     |    |
| 13.   | Horvátország (R) | 3 | 1  | 0 | 2 | 83  | 83  | 0   | 2  |
| 14.   | Oroszország      | 3 | 0  | 1 | 2 | 79  | 83  | −4  | 1  |
| 15.   | Szerbia          | 3 | 0  | 0 | 3 | 56  | 72  | −16 | 0  |
| 16.   | Ukrajna          | 3 | 0  | 0 | 3 | 68  | 89  | −21 | 0  |